# Finländska mästerskapet i fotboll 1912
Finländska mästerskapet i fotboll 1912 vanns av HJK Helsingfors.

## Finalomgång

### Semifinaler
| IFK Helsingfors | Kronohagens IF | 3-0 |
| HJK Helsingfors | IFK Åbo        | 4-0 |

### Final
| IFK Helsingfors | HJK Helsingfors | 7-1 |

- HJK Helsingfors finländska mästare i fotboll 1912.